# Teresa Sukniewicz
Teresa Sukniewicz (Polonia, 10 de noviembre de 1948) fue una atleta polaca especializada en la prueba de 100 m vallas, en la que consiguió ser medallista de bronce europea en 1971.

## Carrera deportiva
En el Campeonato Europeo de Atletismo de 1971 ganó la medalla de bronce en los 100 m vallas, con un tiempo de 13.2 segundos, llegando a meta tras las atletas alemanas Karin Balzer (oro con 12.94 s que fue récord de los campeonatos) y Annelie Ehrhardt (plata).